# Ѳ
Fita (Ѳ para mayúscula y ѳ para minúscula) es una letra obsoleta del antiguo alfabeto eslavo eclesiástico o cirílico antiguo, que tenía un sonido equivalente a /f/. Proviene de la letra griega theta, y se empleaba principalmente para escribir nombres propios de origen griego.
El sonido /θ/ de la theta griega no existe en ruso, por lo que se sustituía por /f/. Por ejemplo, el nombre Theodoros (en español, Teodoro) pasaría al ruso como Fiódor. La letra fita fue generalmente sustituida por la letra ef (Ф, ф) en la reforma ortográfica de 1918. En la adaptación al ruso de palabras griegas con el grupo consonántico phth (Φθ), como фталевая кислота (ácido ftálico), así como en otros idiomas eslavos, la fita se pronunciaba /t/, y fue sustituida por la letra cirílica te. Por ejemplo, las grafías búlgara y serbia del nombre Teodoro son, respectivamente, Тодор (Todor) y Теодор (Teodor o Tiodor).
Actualmente esta letra entre muchas otras se encuentra en desuso total, aunque muchos medios como actualmente Internet ayudan a que no caiga en el olvido completo.

## Sistema numeral
Este carácter representa el número 9 en el numeral eslavo eclesiástico.

## Unicode
Sus códigos son U+0472 para mayúscula y U+0473 para minúscula.